# Métalloprotéine
En biochimie, le terme métalloprotéine désigne une protéine qui comporte un ou plusieurs cofacteurs métalliques. Ces derniers sont des ions qui sont directement liés aux chaînes latérales des acides aminés de la protéine ou bien coordinés à un ligand non protéinique tel que la porphyrine des hémoprotéines.
Environ la moitié des protéines connues possèdent un ou plusieurs sites de fixation d'ions métalliques afin d'assurer une fonction catalytique ou structurale. Les sites de fixation des ions métalliques peuvent être classés selon leur fonction en cinq grands groupes :
- les sites catalytiques impliqués dans la fixation, l'activation de substrat ;
- les sites impliqués dans le transfert d'électrons ;
- les sites utilisés pour la fixation et le transport des molécules de dioxygène ;
- les sites structuraux impliqués dans la configuration de la structure tertiaire et quaternaire des protéines ;
- les sites impliqués dans la chélation métallique pour réguler la quantité de métal présent dans la cellule.

## Éléments métalliques utilisés
Les métaux présents au sein des métalloprotéines sont sous forme ionique. Les cations dérivant des éléments fer, cuivre, manganèse possèdent plusieurs états d'oxydation. Ils sont présents dans les sites actifs et sont à l'origine de la fonction biologique des métalloprotéines.
Les cations des éléments zinc, calcium et magnésium ont un unique nombre d'oxydation égal à 2 et ne permettent donc pas d'oxydo-réduction ; leur rôle est structural.
 Dans des proportions moindres on trouve des métalloprotéines possédant un ou plusieurs ions nickel, cobalt, molybdène, vanadium ou tungstène au niveau de leur site actif.

## Ligands utilisés
Les ions métalliques dans les métalloprotéines sont coordonnés à des atomes d'oxygène, d'azote ou de soufre appartenant aux acides aminés de la protéine. Dans la plupart des cas, ces différents atomes appartiennent aux chaînes latérales des acides aminés. Le cycle imidazole des histidines, le groupement thiolate des cystéines et le groupe carboxylate des aspartates sont les principaux éléments impliqués dans la chélation des espèces ioniques métalliques. Cependant devant la diversité des métalloprotéines, la plupart des chaines latérales acides aminés  ainsi que le squelette carboné (avec l'oxygène des groupements amides ou les amines déprotonés) peuvent être impliqués dans la chélation d'ions métalliques.
En complément de ces groupes donneurs présents sur la protéine elle-même, de nombreux cofacteurs organiques peuvent avoir une fonction de ligands. Un des plus connus est la porphyrine. L'eau s'ajoute également comme ligand des ions métalliques.

## Fonction des métalloprotéines

### Enzyme
Toutes les métalloenzymes comportent un site de coordination labile situé sur l'ion métallique coordonné à la protéine. Il permet la fixation d'un substrat lors d'une réaction enzymatique. Cet ion est alors impliqué dans la réaction enzymatique.

#### Protéine contenant de la chlorophylle
La chlorophylle joue un rôle crucial dans la photosynthèse. Elle contient un ion magnésium associé à une molécule hétérocyclique, la chlorine. L'ion magnésium n'est pas directement impliqué dans la photosynthèse et peut être remplacé par d'autres ions divalents avec une faible baisse d'activité.

### Fixation et transport du dioxygène
L'hémoglobine est le principal transporteur de dioxygène chez l'homme. Elle est présente sous forme de 4 sous-unités comprenant chacune un ion fer(II) hexacoordonné. Par contre la myoglobine ne comporte qu'une telle sous-unité. L'ion fer(II) est coordonné au macrocycle d'une protoporphyrine et, pour un ligand axial, à un atome d'azote du cycle imidazole d'une histidine. Le sixième ligand est ou bien une molécule d'eau ou bien une molécule de dioxygène. Ce site actif des deux métalloprotéines est situé dans une poche hydrophobe si bien que la molécule d'eau est très faiblement liée.

La proportion d'hémoglobine saturée en dioxygène (HbO2) est donnée par la loi d'action de masse. Elle dépend donc de la pression partielle en dioxygène ce qui permet la capture du dioxygène dans les poumons et sa libération au niveau des muscles.

## Rôle des métalloprotéines
La nature utilise souvent les métalloprotéines comme catalyseurs : une protéine possédant une activité catalytique est une enzyme.
Une famille de cofacteurs très répandue est celle des clusters fer-soufre où plusieurs ions de fer sont liés à des ions sulfure ainsi qu'à des chaines latérales des acides aminés de la protéine. Le cluster 4Fe-4S a une forme cubique.
Les cations métalliques sont essentiels pour réaliser dans les organismes vivants une chimie d'oxydo-réduction (qui implique des transferts d'électrons). 
En effet seuls les éléments métalliques présentent une large gamme d'états d'oxydation. 
Parfois l'ion métallique peut servir à catalyser des réactions d'hydrolyse ou a uniquement un rôle structural.